# کروکی در معماری
کروکی معماری 
کروکی بیانی است آزاد ، فارغ از محدودیتهای هنرهای دیگر بدور از تحمیل حرکتی برای رسیدن به ذات اصلی اشیاء ، ذات اصلی خلقت .
به صفر ، به شروع نه به کلمه ، نه تعریف ، نه اغماض ، نه ریا ، نه شک ، رک و بی غل و غش .
بیانی کوتاه ، ایجاد حس که نیاز به تفکر ندارد .
ایجاد خلوتی در درون ، نه فرار از بیرون ، حرکتی به سوی یگانگی و وحدانیت .
پر نه ، خالی .
تفکر نه ، حس .
حرکتی از صورت ، از کلمه ، به معنا ، به سکوت 
حرکت از پر به خالی ، از صحبت ، از کلمه به سکوت ، از جزء به کل واحد ، از تفکر ، به حس .
سکوتی از درون ، کشیدن برای نکشیدن و یاد گرفتن برای یاد نگرفتن _ ریاضت برای آرامش ، برای رهایی ، برای سکوت ، برای خلاء ، ادراک گذشته در گدشته و حال در حال ، ادراک بد به خوبی 
تفکر بسیار برای دوری از تفکر 
فراگیری فن و تکنیک برای دور شدن از تکنیک ، از فن ، از راه 
بیان آزاد با خطوط بی آلایش ، کاری که باید قلم یک معمار و سکوت قلمش سخن معماران دیروز را بر کاغذ امروز برای فرداها روایت کند .
فرار از پرسپکتیو ، از نقاشی ، از عکس ، از نمایش ، از درجه ، از زاویه ، از خطوط انباشته ، از ندیدن و نتوانستن ، از صدا و شنیدن 
از ناتوانی در انتخاب به انتخاب ، به توانستن ، به خودسازی ، به آزادی ، به رهایی ، به سکوت ، به خلاء ، به ...